# Kružno
Kružno ist eine Gemeinde in der südlichen Mittelslowakei mit 360 Einwohnern (Stand 31. Dezember 2024), die im Okres Rimavská Sobota, einem Kreis des Banskobystrický kraj, liegt und zur Landschaft Gemer gezählt wird.

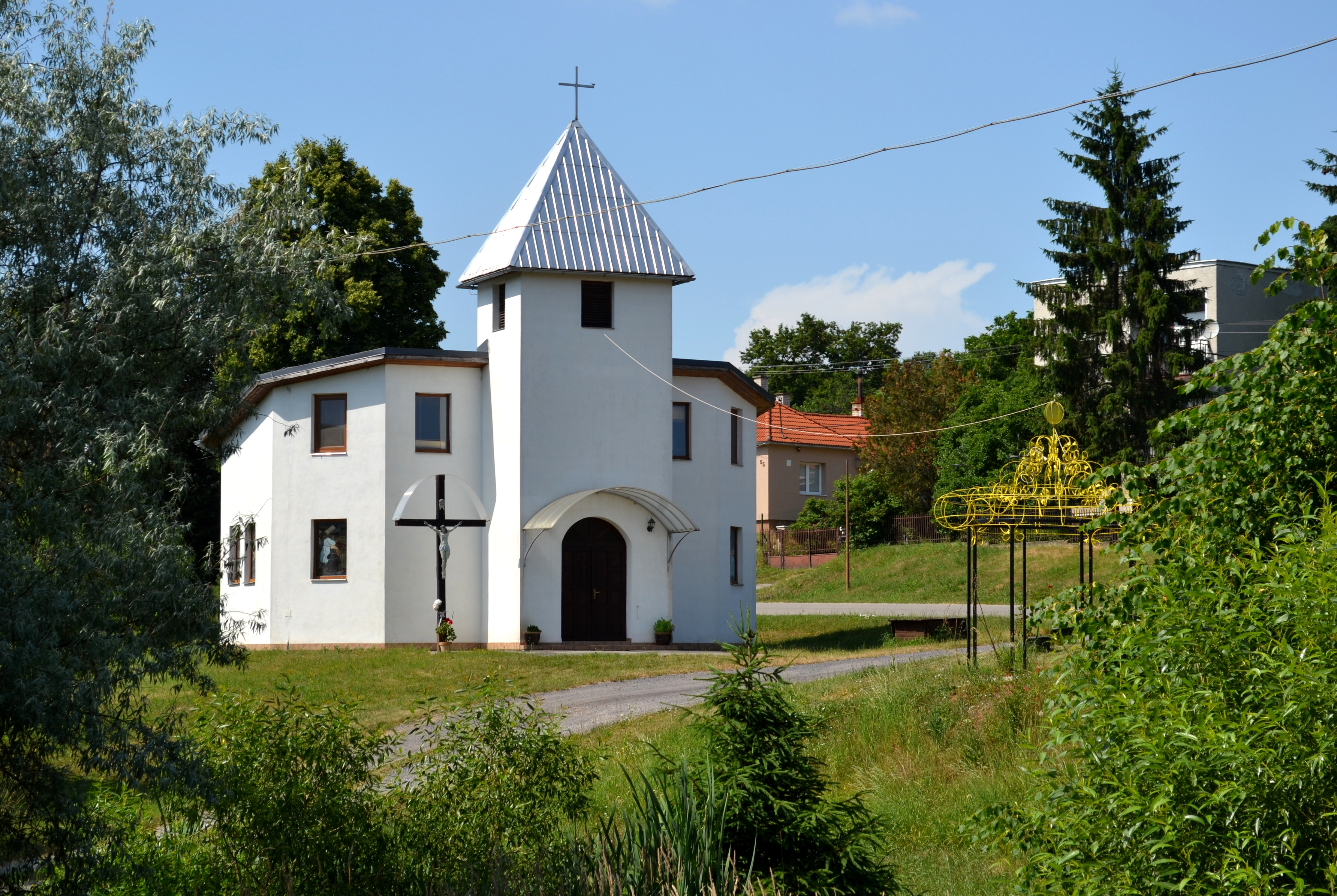
Kirche

## Geographie
Die Gemeinde befindet sich im nordwestlichen Teil des Talkessels Rimavská kotlina, im Tal des Baches Čerenčiansky potok im Einzugsgebiet der Rimava. Das Ortszentrum liegt auf einer Höhe von 280 m n.m. und ist acht Kilometer von Rimavská Sobota entfernt.
Nachbargemeinden sind Veľké Teriakovce im Norden und Osten, Rimavská Sobota im Südosten, Ožďany im Süden und Sušany im Westen.

## Geschichte
Kružno als Dorf entstand 1922, als sich hier Siedler auf ungenutzten Weiden des ehemaligen Freiherrn Lužiansky von Ožďany niederließen. Dabei entstanden auch die kleineren Siedlungen Garaška und Čertov Ker (heute nicht mehr bestehend). 1927 hatte der Ort 95 Einwohner, zwei Jahre später wurde das Schulgebäude fertiggestellt. 1937 wurde Kružno zur eigenständigen Gemeinde erhoben, bis dahin war es administrativ Teil der Gemeinde Sušany. Zwischen 1938 und 1945, als Folge des Ersten Wiener Schiedsspruchs, war Kružno Grenzort zu Ungarn.
1986 wurde die Schule zu einem Kindergarten umgebaut, 1997 erhielt die Gemeinde eigene Symbole (Flagge, Wappen und Siegel).

## Bevölkerung
| Jahr                | 1994 | 2004    | 2014    | 2024    |
| ------------------- | ---- | ------- | ------- | ------- |
| Anzahl der Personen | 323  | 352     | 366     | 360     |
| Unterschied         |      | +8,97 % | +3,97 % | −1,63 % |

| Jahr                | 2023 | 2024    |
| ------------------- | ---- | ------- |
| Anzahl der Personen | 359  | 360     |
| Unterschied         |      | +0,27 % |

Gemäß der Volkszählung 2011 wohnten in Kružno 334 Einwohner, davon 304 Slowaken, vier Magyaren, drei Tschechen und zwei Deutsche. 21 Einwohner machten keine Angabe zur Ethnie.
242 Einwohner bekannten sich zur römisch-katholischen Kirche, 16 Einwohner zur Evangelischen Kirche A. B. und ein Einwohner zur reformierten Kirche. 44 Einwohner waren konfessionslos und bei 31 Einwohnern wurde die Konfession nicht ermittelt.

## Bauwerke und Denkmäler
- moderne römisch-katholische Kirche aus dem Jahr 2006